# Cachoeira do Piriá
Pour les articles homonymes, voir Cachoeira.

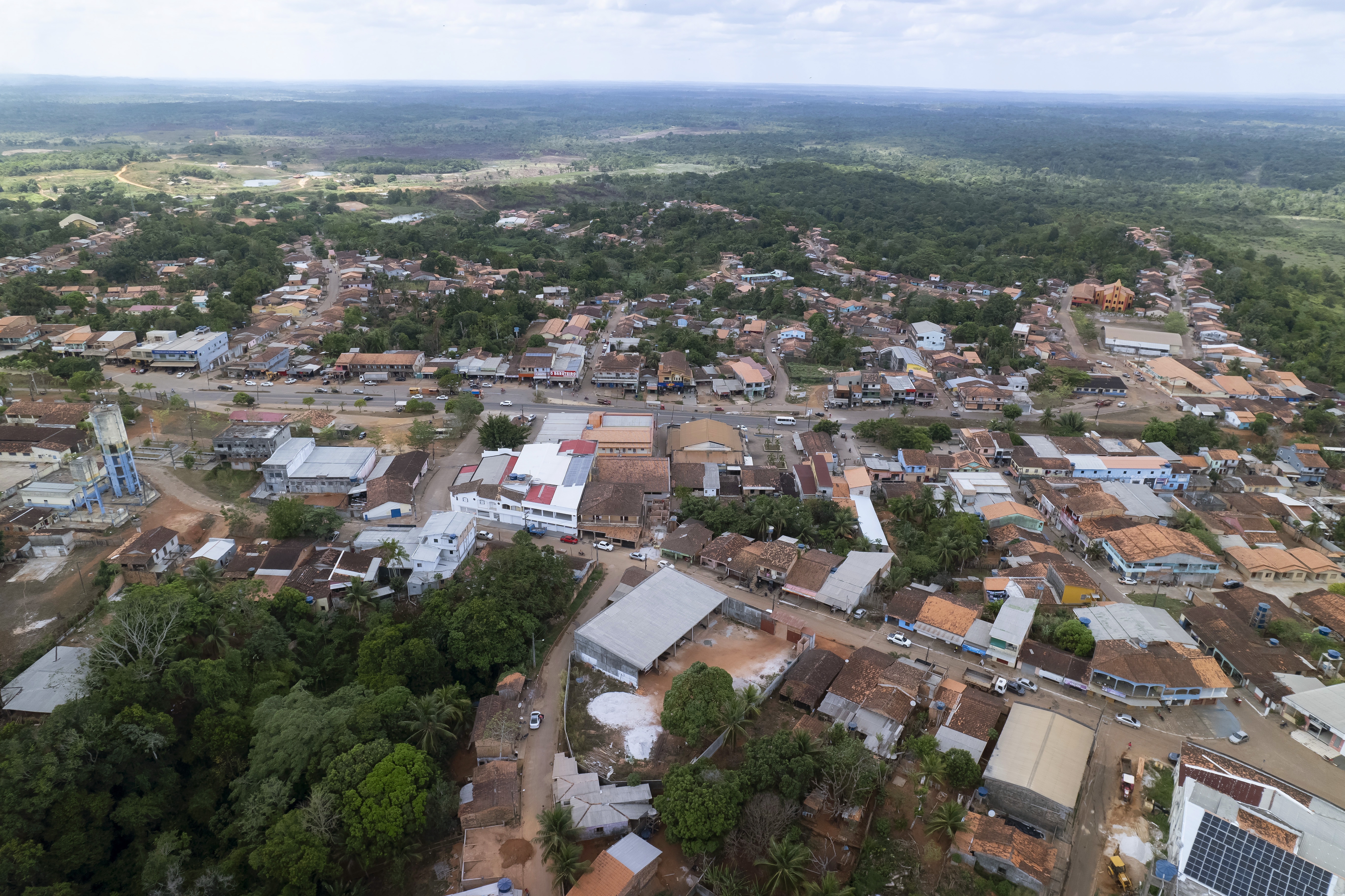
Cachoeira do Piriá, municipalité brésilienne située dans l'État du Pará.

Cachoeira do Piriá est une municipalité brésilienne située dans l'État du Pará.